# Prodyscherus
Prodyscherus – rodzaj chrząszczy z rodziny biegaczowatych, podrodziny Scaritinae i plemienia Scaritini.

## Występowanie
Wszystkie należące tu gatunki są endemitami Madagaskaru. Na wyspie są szeroko rozprzestrzenione, zwłaszcza w jej wschodniej części.

## Systematyka
Opisano dotychczas 21 gatunków z tego rodzaju:
- Prodyscherus alluaudi (Banninger, 1934)
- Prodyscherus androyanus Jeannel, 1946
- Prodyscherus anosyensis Basilewsky, 1972
- Prodyscherus australis Jeannel, 1946
- Prodyscherus basilewskyi Bulirsch, Janak et Moravec, 2005
- Prodyscherus curtipennis (Fairmaire, 1901)
- Prodyscherus decaryi Jeannel, 1946
- Prodyscherus externus (Fairmaire, 1901)
- Prodyscherus grandidieri Jeannel, 1946
- Prodyscherus granulatus Jeannel, 1946
- Prodyscherus mandibularis (Fairmaire, 1901)
- Prodyscherus meridionalis Jeannel, 1955
- Prodyscherus morondavae Basilewsky, 1976
- Prodyscherus nigrita (Banninger, 1934)
- Prodyscherus ovatus (Banninger, 1934)
- Prodyscherus pluto (Künckel, 1887)
- Prodyscherus praelongus (Fairmaire, 1898)
- Prodyscherus pseudomandibularis (Banninger, 1934)
- Prodyscherus rapax (Fairmaire, 1883)
- Prodyscherus rugatus (Banninger, 1934)
- Prodyscherus sexiessetosus Jeannel, 1946